# Čukalovce
Čukalovce, russinisch Чукалiвцi/Tschukaliwzi (ungarisch Csukaháza – bis 1907 Csukalóc) ist eine Gemeinde im Okres Snina (Prešovský kraj) im äußersten Osten der Slowakei mit 156 Einwohnern (Stand 31. Dezember 2024) in der traditionellen Landschaft Zemplín.

## Geographie
Die Gemeinde befindet sich in den Niederen Beskiden im Bergland Laborecká vrchovina, am Übergang in das östlich liegende Gebirge Bukovské vrchy, am Bach Čukalovský potok im Einzugsgebiet der Cirocha über den Nebenfluss Pčolinka, nahe der Staatsgrenze zu Polen. Das Ortszentrum liegt auf einer Höhe von 399 m n.m. und ist 14 Kilometer von Snina entfernt.
Nachbargemeinden sind Hostovice im Nordwesten und Norden, Parihuzovce im Nordosten und Osten, Pčoliné im Südosten und Süden und Nechválova Polianka im Südwesten und Westen.

## Geschichte
Čukalovce wurde zum ersten Mal 1567 als Chukaloc schriftlich erwähnt. Das Dorf war Teil der Drugeth'schen Herrschaft von Humenné, 1787 stellte die Familie Okolicsányi Gutsherren. Im späten 19. Jahrhundert besaß die Familie Lónyay Ortsgüter. 1715 gab es 10 verlassene und 20 bewohnte Haushalte und 1720 eine Mühle. 1787 hatte die Ortschaft 67 Häuser und 499 Einwohner, 1828 zählte man 71 Häuser und 519 Einwohner, die als Hirten, Landwirte und Waldarbeiter tätig waren. Von 1880 bis 1910 wanderten viele Einwohner aus.
Bis 1918 gehörte der im Komitat Semplin liegende Ort zum Königreich Ungarn und kam danach zur Tschechoslowakei beziehungsweise heute Slowakei. Nach 1918 waren die Einwohner weiterhin in traditionellen Einnahmequellen beschäftigt. 1944 agierten Partisanengruppen in der Gegend. Nach dem Zweiten Weltkrieg wurde 1960 die örtliche Einheitliche landwirtschaftliche Genossenschaft (Abk. JRD) gegründet, ein Teil der Einwohner pendelte zur Arbeit nach Humenné, Snina und Košice.

## Bevölkerung
| Jahr                | 1994 | 2004    | 2014     | 2024     |
| ------------------- | ---- | ------- | -------- | -------- |
| Anzahl der Personen | 169  | 153     | 175      | 156      |
| Unterschied         |      | −9,46 % | +14,37 % | −10,85 % |

| Jahr                | 2023 | 2024   |
| ------------------- | ---- | ------ |
| Anzahl der Personen | 160  | 156    |
| Unterschied         |      | −2,5 % |

Nach der Volkszählung 2011 wohnten in Čukalovce 158 Einwohner, davon 85 Russinen, 58 Slowaken, 11 Ukrainer und ein Tscheche. Drei Einwohner machten keine Angabe zur Ethnie. 
72 Einwohner bekannten sich zur orthodoxen Kirche, 67 Einwohner zur orthodoxen Kirche und sechs Einwohner zur römisch-katholischen Kirche. 10 Einwohner waren konfessionslos und bei drei Einwohnern wurde die Konfession nicht ermittelt.

## Bauwerke und Denkmäler
- griechisch-katholische Kirche

## Verkehr
Nach Čukalovce führt die Cesta III. triedy 3888 („Straße 3. Ordnung“). Der nächste Bahnanschluss ist in Snina an der Bahnstrecke Humenné–Stakčín.